# Dragon Nest
 (janvier 2012).
Si vous disposez d'ouvrages ou d'articles de référence ou si vous connaissez des sites web de qualité traitant du thème abordé ici, merci de compléter l'article en donnant les références utiles à sa vérifiabilité et en les liant à la section « Notes et références ».
Dragon Nest est un MMORPG (Massively Multiplayer Online Role Playing Games) développé par Eyedentity Games et édité par Shanda Games depuis 2013. Il est sorti en 2009 en Corée du Sud mais est disponible en Europe depuis 2012. Depuis 2016, la version européenne est éditée par Cherry Crédits. Les serveurs Européen ont fermés en 2019.

## Description
La particularité du jeu, outre le fait d'être gratuit à jouer (Free to Play), est la progression des personnages (jusqu'au niveau 95) qui se fait exclusivement par des donjons. Le jeu utilise un système de combat sans ciblage permettant une bonne mobilité et une fluidité, de plus il existe un mode PvP (Player versus Player) accessible dès le niveau 10.
Dragon Nest possède également des physiques uniques telles que les I-Frames, c'est-à-dire un moment où le personnage est invincible pendant un sort, permettant d'esquiver les sorts des adversaires avec un bon timing, différents impacts en fonction de la puissance du coups qui permettent de réaliser des combos, et enfin de la Super Armor qui définit la résistance d'un coup (plus le coup possède de Super Armor et plus il sera difficile à annuler).

## Synopsis
La déesse Altea, créatrice de la terre de Lagendia, est empoisonnée par sa mauvaise sœur Vestinel. Le poison ne peut être guérie à l'aide un antidote mais seulement à l'aide de la source du poison lui-même, le Graal Magique Vestinel, qui a disparu quelque part dans Lagendia.
Les héros devront alors retrouver et protéger la descendante des Ancients, Rose, enlevée par un mystérieux chevalier noir nommé Velskud, heureusement, ils rencontreront dans leur aventure Argenta et Geraint qui les aideront à venir à bout des Dragons afin de protéger le monde.

## Système de jeu

### Classes et spécialisations
Le joueur peut choisir entre neuf classes : Guerrier, Archer, Clerc, Sorcière, Académique, Kali, Assassin, Lancer et Machina et plus récemment Vandar (jamais sorti en Europe). Au niveau 15, le joueur a la possibilité de se spécialiser après avoir rempli la quête relative à sa classe (excepter la Lancer et la Machina). Une autre spécialisation sera possible au niveau 45. De nouvelles classes sont régulièrement ajoutées lors de mises à jour, ainsi que des ajouts de 3e branche pour les personnages.

### Compétences
Dragon Nest dispose de dix classes de personnage qui bénéficient de compétences particulières. Celles-ci sont réparties en 4 arbres ; l'un pour la classe de base, les deux suivants pour les spécialisations et le dernier pour les sorts d'Eveils (Awakening) qui sont des versions encore plus puissantes des sorts. Le joueur est libre de choisir les compétences qu'il désire apprendre ou améliorer en répartissant ses SP (Skill Point). Il est à noter que ceux-ci sont augmentés à chaque passage de niveau, au fur et à mesure que le personnage prend des niveaux, il pourra apprendre plus de sorts, et son plafond de SP par arbre augmentera également, à partir de la seconde spécialisation, le joueur pourra obtenir des sorts EX qui sont des versions améliorés de ses sorts.
Le système de combat est presque exclusivement basé sur les compétences qui nécessitent du Mana et peuvent causer des dommages, des altérations d'état, des malus ou bonus.

### Donjons
Les donjons sont un moyen de grimper les niveaux, ils sont jouables en 5 difficultés (pour la plupart) : Facile, Normal, Dur, Maître et Abyssal. L'expérience gagnée, le nombre et la rareté des objets présents ainsi que la difficulté des monstres à affronter changent en fonction de la difficulté. Le joueur a la possibilité de ressusciter à l'intérieur du donjon jusqu'à 5 fois par jour, mais l’acquisition de parchemins de résurrection viendra s'ajouter à ce chiffre.
Les donjons nécessitent un niveau minimal de chaque joueur et deviennent, ainsi que des nouvelles cartes et villages, accessibles au fur et à mesure de la montée en niveau du personnage. Avant de se rendre au donjon, il est possible de former une équipe de maximum 4 joueurs.
À chaque palier de niveau (24, 32, 40, 50, 60, 70, 80, 90, 93, 95, 99) correspondent des Nids (ou Nest) qui sont des donjons beaucoup plus dur permettant d'obtenir des équipements de rareté Epique ou plus, les nids sont réalisables de 1 à 4 joueurs.
Depuis le niveau 90, les nids de bas niveau n'existent plus et les seuls nids sont désormais disponibles à partir du niveau 90.
Enfin, au niveau 80, 90, 93, 95 et 99 il existe des Raids de 5 à 8 joueurs dans lesquels les joueurs affrontent des Dragons, ces raids sont beaucoup plus durs et beaucoup plus techniques que les Nids et demandent du temps pour apprendre les différentes stratégies pour venir à bout des Dragons. Pour les plus téméraires, les Raids ont une version hardcore encore plus dure, ces Raids permettent généralement d'obtenir les meilleurs équipements du jeu.

### Équipements
Tout équipement possède une rareté, il existe au total 7 raretés, dans l'ordre de puissance, Normal (blanc), Magique (vert), Rare (bleu), Epique (orange), Unique (violet), Legendaire (rouge), Named (jaune, objets spéciaux) et Ancient (bleu clair).
Il existe plusieurs types d'équipements, tout d'abord les armures et les armes, sont les équipements principaux, depuis le niveau 95, le système d'équipement a été complètement mis à jour, ces équipements peuvent être améliorés au forgeron jusqu'au +20. Cependant, au-dessus du +10 les équipements peuvent se briser lors de l'amélioration, il faudra alors utiliser des gelées magique de protection pour éviter que l'équipement ne se casse. Plus la rareté de l'équipement sera haute et plus il sera dur et couteux à améliorer, pour les objets de niveau 93 et moins il y'a aussi une chance que l'objet perde des niveaux lors de l'amélioration.
Pour les armes et armures de niveau 95, il existe plusieurs paliers, à chaque fois que l'armure atteint le rang d'amélioration +20, elle peut être améliorée au palier supérieur à l'aide d'un objet à fabriquer chez le forgeron, les paliers sont les suivants : Neris (rareté epic), Medea Tier 1 (rareté unique), Medea Tier 2 (rareté unique), Calypse Tier 1 (rareté légendaire), Calypse Tier 2 (rareté légendaire).
Il y a également d'autres équipements comme les emblèmes de compétences ou de sorts, les talismans, les joyaux, les accessoires, et les costumes.

### PvP (Joueur contre Joueur)
Dès le niveau 10, le joueur a accès au Colisée qui lui permet de combattre d'autre joueurs dans différents modes de jeu. Il est possible de choisir la carte et le mode de combat (Rounds, Respawn, Capitaine, Tuer les tous...). À la fin de chaque match, les combattants reçoivent des médailles ainsi que des points d'expérience d'arène permettant d'augmenter leur rang PvP. Les médailles permettent d'acheter des objets variés.

### Cash Shop
Le Cash Shop est une boutique de jeu dans laquelle les joueurs achètent des équipements non disponibles dans le jeu en échange d'AC ou de DNP. Les éléments exceptionnels peuvent également aider dans le développement des personnages. Il est aussi possible d'acheter dans cette boutique : des costumes modifiant l'apparence du personnages et procurant quelques bonus de statistiques, des familiers ramassant les drops, des objets de personnalisation d'apparence des personnages (teintures et coiffures pour cheveux, visages, peau, teinture pour les yeux...) ou encore des Deluxes Boxes (ou Boites Deluxes) qui donne des objets aléatoire (parfois) rares tel que des montures, des costumes d'accessoires...